# Collema implicatum
Collema implicatum är en lavart som beskrevs av William Nylander. 
Collema implicatum ingår i släktet Collema och familjen Collemataceae. Inga underarter finns listade i Catalogue of Life.